# Georges Darrieus
Pour les articles homonymes, voir Darrieus.
Georges Jean-Marie Darrieus, né le 24 septembre 1888 à Toulon et mort le 15 juillet 1979 à Houilles, est un ingénieur  et scientifique français. Il a joué un rôle important au sein de la Compagnie Électro-Mécanique, en particulier pour l’installation des grands réseaux de distribution d’électricité. Ses travaux portent sur l’électricité, la mécanique des fluides, la thermodynamique et leurs applications. Il est connu surtout pour son éolienne à axe vertical, robuste et indépendante de la direction du vent.

## Biographie
Georges Darrieus est l’aîné des huit enfants de l’amiral Gabriel Darrieus, commandant du premier sous-marin français. Il entre à l’École centrale des arts et manufactures dont il sort diplômé en 1910, puis obtient une licence de physique à l’Institut électrotechnique de Toulouse pendant son service militaire. En 1912, il  entre à la Compagnie Électro-Mécanique, liée à  la société suisse Brown, Boveri & Cie ; il y fait toute sa carrière.
Pendant la Première Guerre mondiale, il est nommé capitaine d’artillerie en 1917 et commande une batterie au front. Il constate que les tables de tir en usage ne tiennent pas compte de l’effet de la température de l’air sur la vitesse du son, et pendant une hospitalisation pour cause de blessure, rédige deux notes suggérant une nouvelle loi empirique de la résistance de l’air et ses applications à l’établissement de nouvelles tables de tir. Le physicien Paul Langevin, chargé d’expertiser ce travail pour le Comité central de l’artillerie, en teste la pertinence par un nouveau dispositif expérimental, une soufflerie balistique.
En 1927, il dépose un brevet sur le principe d’une éolienne à axe vertical, qui est fabriquée aux États-Unis. 
Darrieus a établi des conditions optimales de réglage des fréquences et répartition de charge dans des réseaux, afin de limiter les risques de décrochage (« théorème de Darrieus », 1937),.
Il est élu membre de l'Académie des sciences en 1946, dans la section des applications des sciences à l’industrie, en remplacement de Léon Guillet. En 1947, il préside la Société française des électriciens,  cinq ans plus tard, la Société des ingénieurs civils de France. Il est aussi membre du comité des arts physiques de la Société d'encouragement pour l'industrie nationale et ingénieur-conseil pour Maurice Leblanc. De 1948 à 1974 il a été président de la Société des Amis d'André-Marie Ampère chargé de l'administration du Musée Ampère à Poleymieux-au-Mont-d'Or.

## Reconnaissance

### Voies
- Une nouvelle voie créée en 2013 s'appelle la rue Georges Darrieus, à Houilles (Yvelines), où il vécut.

## Œuvres
- Georges Darrieus, Principes d’une monnaie rationnelle non dirigée, Paris, Centre national de la recherche scientifique, 1964

## Distinctions
- : Commandeur de la Légion d’honneur
- : Croix de guerre 14-18
- Prix Henri de Parville de physique de l’Académie des sciences en 1931, pour « l’ensemble de ses travaux sur l’Électrotechnique, et en particulier sur le calcul des lignes à haute tension[7] »
- Prix Henri de Parville de mécanique de l’Académie des sciences en 1944, pour « ses travaux de mécanique et d’électricité appliquée[8] »